# Куржак (коммуна)
Куржа́к (фр. Courgeac) — коммуна во Франции, находится в регионе Пуату — Шаранта. Департамент — Шаранта. Входит в состав кантона Монморо-Сен-Сибар. Округ коммуны — Ангулем.
Код INSEE коммуны — 16111.
Коммуна расположена приблизительно в 430 км к юго-западу от Парижа, в 135 км южнее Пуатье, в 29 км к югу от Ангулема.

## Население
Население коммуны на 2008 год составляло 199 человек.
| 1962 | 1968 | 1975 | 1982 | 1990 | 1999 | 2008 |
| ---- | ---- | ---- | ---- | ---- | ---- | ---- |
| 302  | 249  | 219  | 205  | 174  | 175  | 199  |

## Экономика
В 2007 году среди 124 человек в трудоспособном возрасте (15—64 лет) 93 были экономически активными, 31 — неактивными (показатель активности — 75,0 %, в 1999 году было 67,9 %). Из 93 активных работали 90 человек (49 мужчин и 41 женщина), безработных было 3 (1 мужчина и 2 женщины). Среди 31 неактивных 11 человек были учениками или студентами, 8 — пенсионерами, 12 были неактивными по другим причинам.

## Достопримечательности
- Приходская церковь Сент-Этьен (XII век). Исторический памятник с 2009 года[3]
  - Железные формы для просфор (XVI век). Диаметр самой крупной — 16 см. Исторический памятник с 1911 года[4]
  - Купель (XII век). Камень, размеры — 97×42 см. Исторический памятник с 1911 года[5]
- Картина «Мария Магдалина» (XVIII век). Размеры — 70×55 см, холст, масло. Находится в доме священника. Исторический памятник с 1994 года[6]

## Фотогалерея

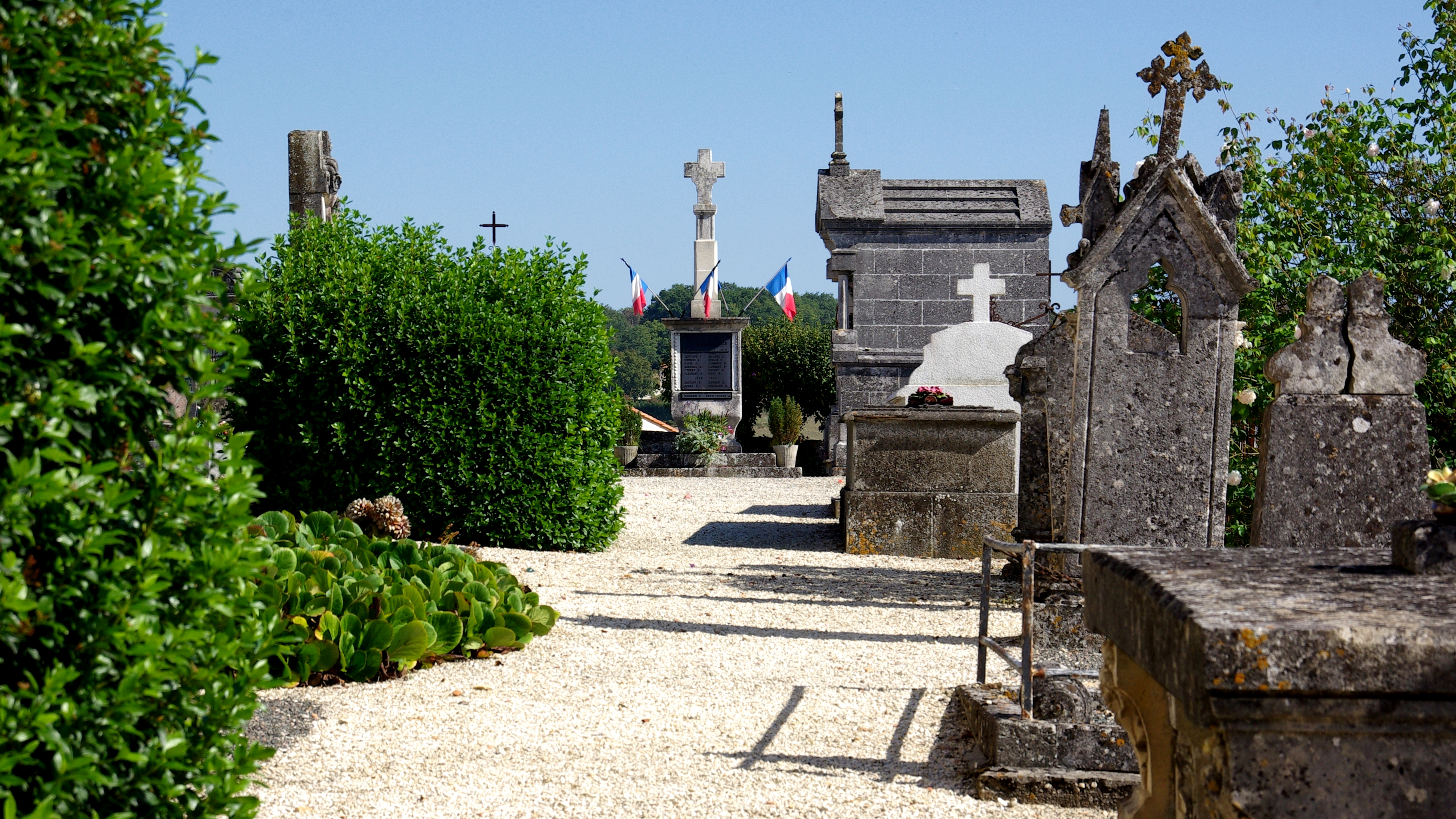
Кладбище
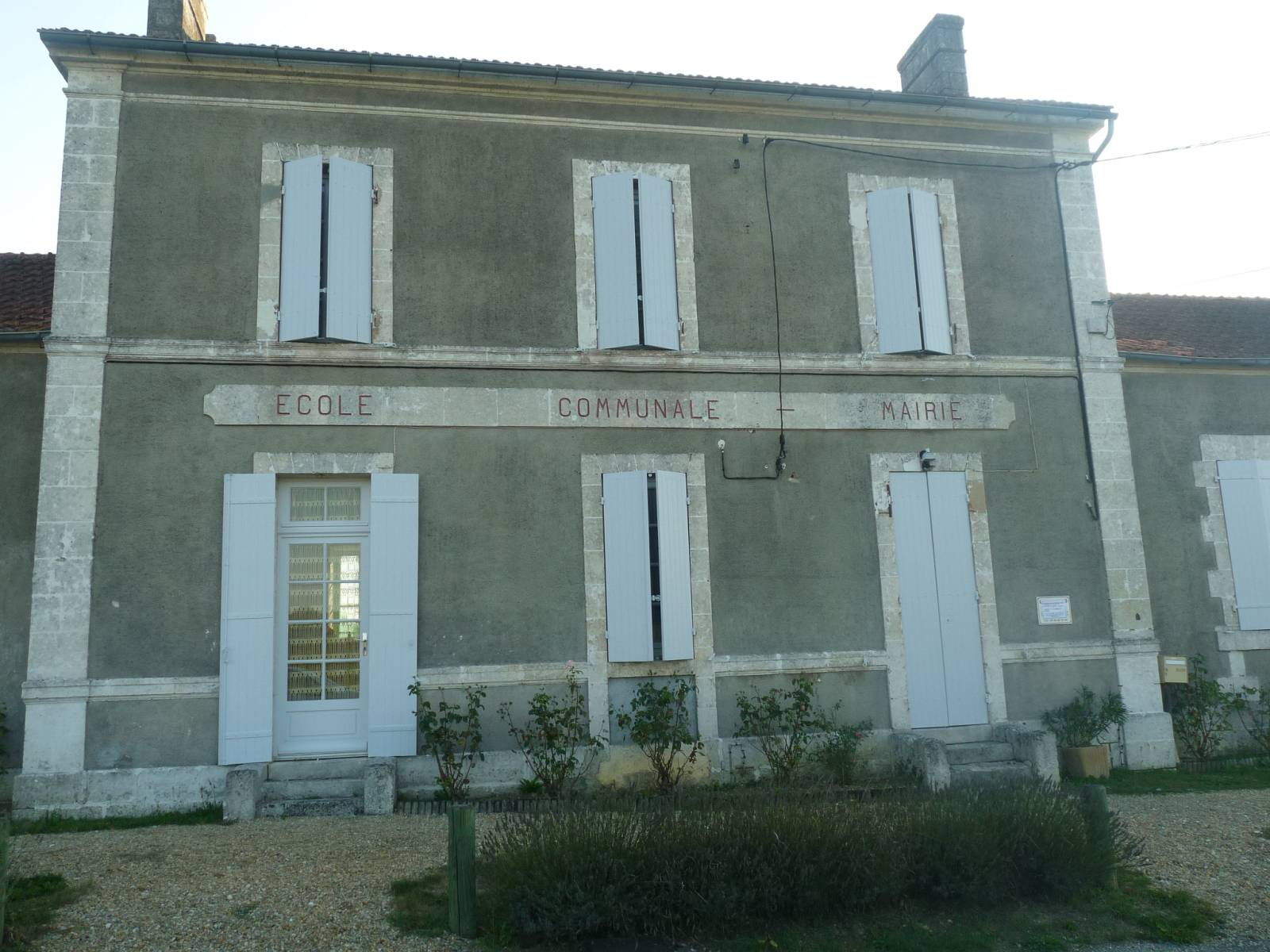
Мэрия
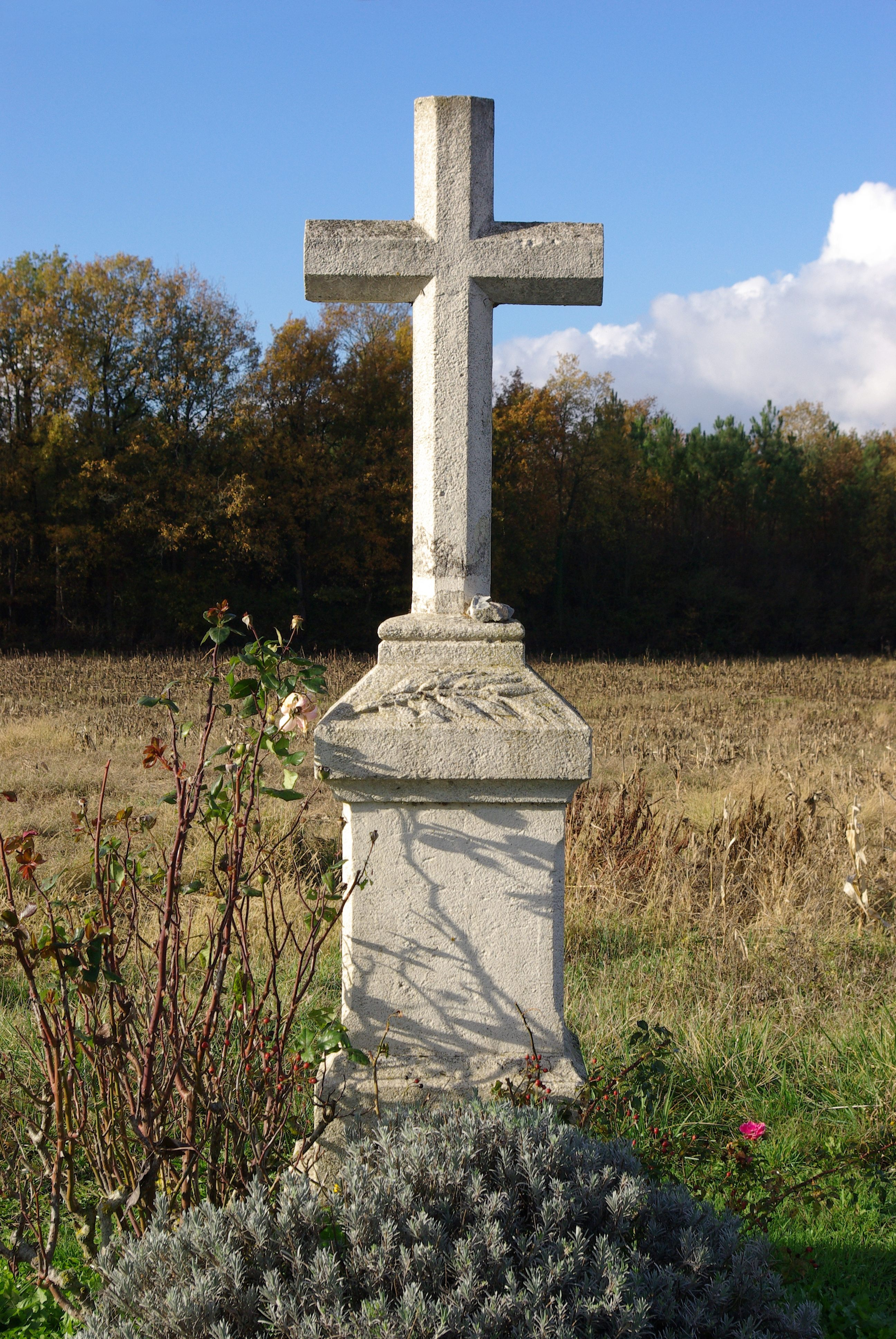
Крест